# Aura Noir
Aura Noir este formație de black metal/thrash metal din Oslo,  Kolbotn, Norvegia. Trupa se declară puternic influențată de trupele din primul val de thrash metal ca  Slayer,  Sodom,  Kreator.

## Istoric

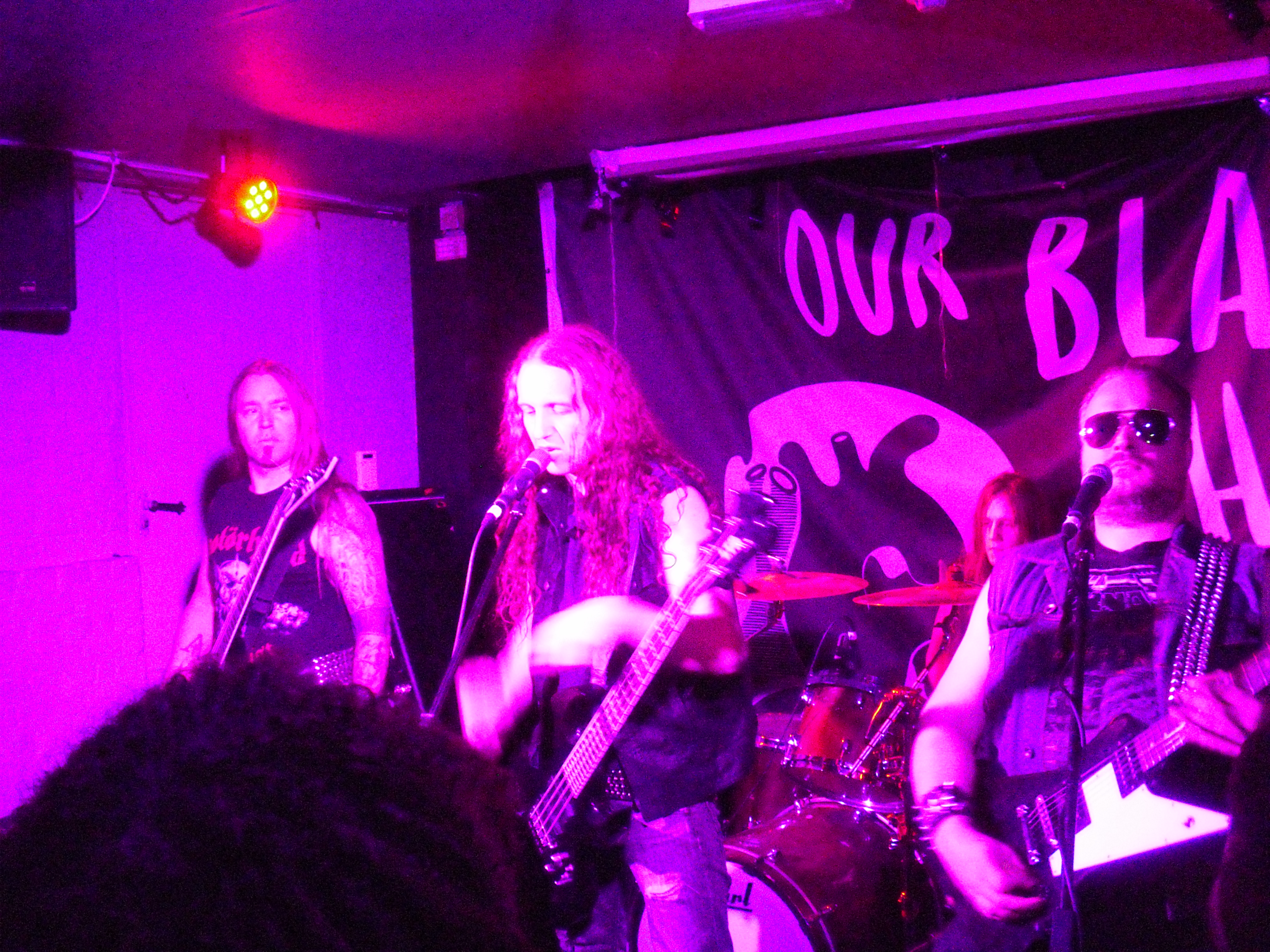
Aura Noir live în Londra în noiembrie 2012

Trupa a fost fondată în anul 1993 de Aggressor (Carl-Michael Eide) și Apollyon (Ole Jorgen Moe). În 1995 se alătură trupei ex-chitaristul Mayhem, Blasphemer (Rune Eriksen).Trupa lansează în această componență  Black Trash Attack în 1996.  
În 2004 sunt prima trupă care semnează cu Tyrant Syndicate Productions, un sub-label al  Peaceville Records, deținut de  Nocturno Culto și  Fenriz  (Darkthrone). Lansează următorul album  The Merciless colaborând cu Nattefrost (Carpathian Forest) și Fenriz.
În 2005 Aggressor suferă un accident căzând de la o înălțime de aproximativ 10 metri.  
Trupa continuă să înregistreze noi materiale lansând  Hades Rise în august 2008. În 2011  Aura Noir cântă la două festivaluri importante Inferno în  Oslo și  Party San în  Germania. În 2012 trupa lanseză Out to Die.
| Aura Noir live la Haugesund, Norvegia 12 februarie 2012 |          |           |
|                                                         |          |           |
| Blasphemer                                              | Apollyon | Aggressor |

## Discografie

### Albume de studio
- Dreams Like Deserts (EP) – (1995)
- Black Thrash Attack – (1996)
- Deep Tracts of Hell – (1998)
- The Merciless – (2004)
- Hades Rise – (2008)
- Out to Die – (2012)[5]

### Compilații
- Increased Damnation – (2000)
- Deep Dreams of Hell – (2005)

### Demo-uri
- Untitled - (1993)
- Two Voices, One King - (1994)

### Split albums
- Überthrash, 2004. 4-way split cu Audiopain, Infernö and Nocturnal Breed.
- Überthrash II, 2005. 4-way split cu Audiopain, Infernö and Nocturnal Breed.